# Bubalornis niger
Il tessitore dei bufali beccorosso (Bubalornis niger A. Smith, 1836) è un uccello passeriforme della famiglia dei Ploceidi, endemico dell'Africa centro-meridionale.

## Descrizione
Il tessitore beccorosso si presenta come un piccolo uccellino dal corpo nero che in alcuni casi può presentare chiazze bianche. La sua caratteristica saliente è data dal colore rosso del becco, che lo distingue dal congenere Bubalornis albirostris, di eguali dimensioni ma con il becco bianco.

## Biologia
Il suo areale si estende in Africa, dove fino ad oggi è stata accertata la sua presenza nella parte orientale del continente, in particolare in Etiopia fino al confine col Sudan del Sud, Kenya, Somalia, Tanzania, Malawi, e, nella parte meridionale, in Zimbabwe, Namibia, Angola, Botswana, Mozambico e Sudafrica.